# Добричел (Бистрица-Насауд)
Добричел (рум. Dobricel) насеље је у Румунији у округу Бистрица-Насауд у општини Спермезеу. Oпштина се налази на надморској висини од 370 m.

## Становништво
Према подацима из 2002. године у насељу је живело 586 становника, од којих су сви румунске националности.